# Anchastomorphus
Anchastomorphus is een geslacht van kevers uit de familie  
kniptorren (Elateridae).
Het geslacht is voor het eerst wetenschappelijk beschreven in 1895 door Champion.

## Soorten
Het geslacht omvat de volgende soorten:
- Anchastomorphus apicalis Steinheil, 1877
- Anchastomorphus dufaui Fleutiaux, 1911
- Anchastomorphus hilaris (Candèze, 1859)
- Anchastomorphus minutus Schwarz, 1902
- Anchastomorphus ornatus (Candèze, 1893)
- Anchastomorphus phedrus (Candèze, 1859)
- Anchastomorphus posticus (Candèze, 1893)
- Anchastomorphus pygmaeus (Candèze, 1893)
- Anchastomorphus quadriguttatus Champion, 1895
- Anchastomorphus seminalis (Candèze, 1893)
- Anchastomorphus sexmaculatus Schwarz, 1900
- Anchastomorphus suturalis Candèze, 1865
- Anchastomorphus trisignatus Steinheil, 1875